# Umm Adżra
Umm Adżra (arab. ام عجره) – nieistniejąca już arabska wieś, która była położona w Dystrykcie Beisan w Mandacie Palestyny. Wieś została wyludniona i zniszczona podczas I wojny izraelsko-arabskiej, po ataku Sił Obronnych Izraela w dniu 31 maja 1948 roku.

## Położenie
Umm Adżra leżała w południowej części Doliny Bet Sze’an. Wieś była położona w depresji na wysokości -225 metrów p.p.m., w odległości 4 kilometrów na południe od miasta Beisan. Według danych z 1945 roku do wsi należały ziemie o powierzchni 644,3 ha. We wsi mieszkało wówczas 260 osób.
| własność gruntów | powierzchnia gruntów (hektary) |
| ---------------- | ------------------------------ |
| Arabowie         | 270,8                          |
| Żydzi            | 121,8                          |
| publiczne        | 251,7                          |
| Razem            | 644,3                          |

| Rodzaj użytkowanych gruntów | Arabowie (hektary) | Żydzi (hektary) |
| --------------------------- | ------------------ | --------------- |
| uprawy zbóż                 | 502,2              | 121,8           |
| nieużytki                   | 20,3               | 0               |

## Historia
W okresie panowania Brytyjczyków Umm Adżra była niewielką wsią, której mieszkańcy utrzymywali się z upraw zbóż.

Przyjęta 29 listopada 1947 roku Rezolucja Zgromadzenia Ogólnego ONZ nr 181 przyznała te tereny państwu żydowskiemu. Podczas I wojny izraelsko-arabskiej, w dniu 31 maja 1948 roku izraelscy żołnierze zajęli wieś Umm Adżra. Wysiedlono wówczas wszystkich jej mieszkańców i wyburzono wszystkie domy.

## Miejsce obecnie
Pola uprawne wioski przejął pobliski kibuc En ha-Naciw.